# 流形的命运
《流形的命运》（Manifold Destiny）是一篇由西尔维亚·娜萨和大卫·格鲁伯撰稿，于2006年8月28日刊登在《纽约客》杂志上的文章。此文在2006年8月21日左右就已由《纽约客》杂志刊登上网。
此文詳細講述了圍繞龐加萊猜想之格里戈里·佩雷尔曼證明所發生的一些背景，并追蹤了三組數學家試圖驗證佩雷尔曼證明的過程。

## 文章的視角
文章描述了俄國數學家格里戈里·佩雷尔曼對數學界的幻灭和退出，并描繪了1982年菲爾茨獎得主丘成桐的一幅不敢讓人恭維的肖像。該文重點描畫了「一個令人厭惡的丘成桐的形象，暗示他為他的學生曹懷東和他支持的朱熹平的工作宣傳了過多的功勞。」。因曹懷東與朱熹平的論文未經同行評審，丘成桐被質疑以期刊主編的身份，發表有利於他們研究團隊的論文成果，對此丘成桐作出了回應：曾邀請包括佩雷爾曼在內的幾位數學家審稿，但沒有被接受，丘成桐自己審稿。此文發表後，引發了很大爭議。丘成桐表示可能採取法律行動，由律師發出信函，要求雜誌更正。
文章的副标题是“一道传奇的问题以及誰是其解决者的争斗”。文章专注于描述三组独立的数学家对庞加莱猜想之佩雷爾曼证明的验证过程中所发生的闹剧。作者們追蹤到了隱居于其母在圣彼得堡的公寓中的格里戈里·佩雷尔曼，并將此次面談穿插在本文中。

## 面談采訪者列表
（按文中出現順序排列）
- 丘成桐
- 格里戈里·佩雷尔曼
- 約翰·摩根（John Morgan）：哥倫比亞大學數學教授，田剛驗證佩雷尔曼證明的合作者。
- 尤里·布拉戈（Ю́рий Дми́триевич Бура́го、Yuri Burago）：佩雷尔曼的博士導師，圣彼得堡的Steklov數學研究院成員。
- 丹尼爾·W·史特魯克（Daniel W. Stroock）：麻省理工學院Simons數學講座教授。
- 田剛：普林斯頓大學數學教授，丘成桐的前學生，但兩人已鬧翻，John Morgan驗證佩雷尔曼證明的合作者。
- 巴里·馬聚爾（Barry Mazur）：哈佛大學數學教授。
- 菲利普·A·格里菲瑟茨：普林斯頓高等研究院前院長。
- 陈省身（丘成桐博士導師）的一個未具名的親屬。
- 丘成桐和理查德·哈密顿的一個未具名的朋友。
- 米哈伊尔·格罗莫夫（Михаил Леонидович Громов）：法國法國高等科學研究所（IHÉS）終身成員，紐約大學傑伊·古爾德數學講座教授。
- 麥可·安得生（Michael Anderson）：紐約州立大學石溪分校數學教授。
- 亞歷山大·吉文特爾（Alexander Givental）：加州大學伯克利分校數學教授。
- Vitali Kapovitch：馬里蘭大學數學教授。（實際上并沒有面談采訪，但他發給佩雷尔曼的一封電子郵件在文中被引用）
- Fedor Nazarov：密西根州立大學數學教授。
- 法蘭克·奎因（Frank Quinn）：弗吉尼亚理工大学數學教授。
- 約瑟夫·柯恩（Joseph Kohn）：普林斯頓大學數學教授。